# Megavitamin-terápia
A megavitamin-terápia alkalmazói a vitaminokra nem úgy tekintenek, mint olyan anyagokra, melyekből egy minimális mennyiségre szükség van a szervezet rendellenes működésének elkerülésére, hanem az optimális működéshez nagy mennyiségben szükséges anyagokra, melyekhez természetes forrásokból a civilizációs körülmények között nem lehet elegendő mennyiségben hozzájutni.
Ezek az elképzelések erősen vitatottak.

## Alapvető tételek
A megavitamin-terápia propagálói szerint az ajánlott napi beviteli értékek többszörösére van szükség ahhoz, hogy a szervezet semmilyen körülmények között se szenvedjen hiányt ezkből az anyagokból. Például C-vitaminból, ahol az RDA mennyiség mindössze 60 mg, a téma kutatói minimum 500–1000 mg-ot javasolnak 2000 mg/nap-ban rögzíti a C-vitamin-bevitel felső határát felnőtteknél, de alapvetően nem tér el a korábban ajánlott mennyiségektől (90 mg/nap felnőtteknek), míg ugyanitt a sportolóknak ajánlott napi bevitel 100–500 mg/nap, tehát ez már a hagyományos szemlélet része. Dohányosok cigarettánként 100 mg-mal nagyobb dózist kell, alkalmazzanak.), megemlítve, hogy napi 3-5 g sem túlzás, betegségek esetén pedig még ennek is a többszörösére lehet szükség. Szentgyörgyi Albert, a C-vitamin fölfedezője pl. napi 8-10 g(!) dózisban fogyasztotta, betegsége idején, s 93 évet ért meg.
Összehasonlítva a mezőgazdasági tömegtermelés termékeként rendelkezésünkre álló tápanyagokban található vitamin- és ásványianyag-tartalommal, nyilvánvaló, hogy ilyen mennyiségek pusztán táplálékkal nem vihetők be a szervezetbe. Napi 1000 mg C-vitamin napi 1,5 kg paprika, vagy 20 kg alma elfogyasztásával lenne bevihető – hogy csak a legkönnyebben hozzáférhető vitamint említsük (ref: OÉTI, 2004). Egyes kutatások szerint az élelmiszereink vitamin és ásványi anyag tartalma napjainkban is folyamatosan csökken, az 1966-os sárgarépa karotintartalma 1990-re 60%-ra csökkent, az 1990-es tej az 1966-os vitaminmennyiség mindössze 5%-át tartalmazza.
A megavitamin-terápia hívei szerint a krónikus betegségek jelentős része és tüneteik (mint a szív- és érrendszeri betegségek, cukorbetegség, csontritkulás, allergia, magas vérnyomás, magas koleszterinszint, depresszió, krónikus emésztőrendszeri betegségek stb.) valamelyik vitamin vagy ásványi anyag tartós (esetleg évtizedeken át fennálló) elégtelenségének következménye. Ezért a tünetek enyhítésére vagy megszüntetésére kifejlesztett gyógyszerek nem hozhatnak az ilyen problémákra tartós megoldást, mert csak a tünetet kezelik, és nem a mögötte álló, valódi okot.

## Ellenvetések
A terápia ellenzői a túlságosan nagy mennyiségben bevitt vitaminok káros mellékhatásaira hívják fel a figyelmet. A vitaminok bizonyos mennyiségben valóban szükségesek a szervezet megfelelő működéséhez, ám a napi igényt sokszorosan meghaladó bevitelük komoly egészségkárosodásokhoz vezethet (lásd a szócikk megfelelő részeiben a túladagolási mellékhatásoknál). Ez alól csak az orvos által elrendelt és folyamatosan ellenőrzött vitaminterápia jelent kivételt.

## Pro és kontra álláspont a vitamintúladagolással kapcsolatban
A terápia propagálói szerint a vitamintúladagolás – mint olyan – nem létezik, a „túladagolási” tüneteket egy vitamin észszerűtlenül magas dózisának bevitele okozza, ami automatikusan hiányt generál a többi vitaminból és ásványi anyagból. Így a kellő egyensúlyt megtartva, az RDA mennyiségek több tízszerese sem tud „túladagolási” tüneteket előidézni. Ezzel szemben a folyamatosan, kúraszerűen alkalmazott, szélsőségesen nagy mennyiségű, vízben oldódó vitaminok is okozhatnak egészségi problémákat, hisz mire a szervezet kiürítené a felesleges mennyiséget, az újra és újra bekerül a testbe, ezáltal a rendellenesen magas vitaminszint hosszabb ideig fennáll.
A szélsőségesen nagy mennyiségű C-vitamin-fogyasztással kapcsolatban gyakran felmerülő ellenvetés, hogy a C-vitamin fokozza a vesekőképződést, valamint gyomorpanaszokat és alvászavarokat okozhat.

## A terápia alkalmazása egyes vitaminok esetében

### A-vitamin
Az amerikai R. Adams és F. Murray hívta fel a figyelmet a nagy mennyiségű A-vitamin szükségességére. De rákos betegeknél nem javasolható. Szerintük a szennyezések és a nem természetes életkörülmények (permetezőanyagok, nehézfémek, más mérgező anyagok, ételadalékok, nitrátok, ételallergia stb.) miatt szervezetünk több A-vitamint igényel, mint amennyit felveszünk.
A fejlett országokban, ahol a túltápláltság a jellemző, az A-vitaminhiány legfeljebb azokat fenyegetheti, akik semmilyen állati terméket nem fogyasztanak (tej, tojás). Ez utóbbinak az az oka, hogy a növényi táplálékban nincs A-vitamin, csak annak elővitaminja, a béta-karotin, aminek azonban egyharmada szívódik csak fel, és annak is csak a fele válik A-vitaminná. Igen jelentős mennyiségű sárgarépa, zöld leveles saláta tudja csak pótolni. Az állati eredetű élelmiszerek már kész A-vitamint is tartalmaznak a béta-karotin mellett: csukamájolaj, tojássárgája, de a legfőbb A-vitaminforrás a máj és a májkrémek.
Mint minden vitamin, túladagolás esetén az A-vitamin is káros mellékhatásokat hordozhat: ez étvágytalansághoz, de akár csontrendszeri zavarokhoz is vezethet – egészen extrém esetekben agy- és májkárosodás is bekövetkezhet. Természetes táplálkozással, A-vitamin-tartalmú étrendkiegészítő tabletták nélkül ilyen mennyiséget gyakorlatilag nem lehet bevinni a szervezetbe.
Várandós kismamák esetében nő a magzat károsodásának kockázata, a vetélés esélye, ezért az FDA azt javasolja, hogy a várandós nők legfeljebb egy–kéthetente fogyasszanak májat.

### B3-vitamin
(niacin, esetleg nikotinamid)
A múlt század derekán a kanadai származású, de idős kora ellenére ma is aktív Abram Hoffer édesanyjának írt fel nagy mennyiségű niacint (B3-vitamint) szenilitás ellen. Először ő maga is meglepődött a hatalmas javuláson. Nemcsak a szenilitás ellen volt hatásos, de az ízületi gyulladás ellen is, a krónikus neuralgia ellen is, a látás is javult, a koleszterinszint csökkent, az életkedv is feltámadt, az energiaszint megnőtt. Az édesanyja további 21 évet élt igazi szenilitás nélkül, olyannyira rendbejött, hogy két könyvet is írt a gyermekkori farmon átélt élményeiről. Hoffer ezt a vitaminkúra sikerének könyveli el, ami niacin (B3-vitamin), C-vitamin és E-vitamin szedéséből állt.[forrás?]
Hoffer azóta 134 halálos beteget is kezelt vitaminkúrával, statisztikailag igazolni tudja, hogy az általa javasolt módszer nemcsak jelentősen megnöveli az életbenmaradási esélyt, de jelentős javulást is hoz a kortünetekben, életvitelben. Hoffer a mai napig közel 500 cikket publikált és 15 könyvet írt, a szakma mégse nagyon figyel fel rá, szerinte azért, mert a vitaminokat nem lehet szabadalmaztatni és nem hoznak annyi hasznot, mint a gyógyszerek.[forrás?]
A niacin extrém túladagolása arra fogékonyak számára veszélyes lehet, nagymértékű túladagolás akár epilepsziás rohamot is kiválthat. Megromolhat a cinkháztartás, ami várandós anyák számára jelent veszélyt, mivel cinkhiány esetén gondok lehetnek a magzat fejlődésével.

### C-vitamin
A C-vitaminra nem vonatkozik, hogy túlszedése hipervitaminózist okoz, mert a felesleg a vizelettel együtt kiürül a szervezetből.
Evan Cameron és Linus Pauling nagy mennyiségű C-vitamin kúrát alkalmazott. Napi 10 gramm mennyiség jelentősen megnövelte a halálos betegek életben maradási esélyét. Egyes kutatók felhívják a figyelmet a szintetikusan előállított C-vitamin számos mellékhatására, ugyanakkor a természetes C-vitamin igen nagy mennyiségben szedhető. Természetesen van egy felső határ, ahol hasmenés léphet fel, de ehhez már igen jelentős mennyiség kell.
Növeli a fehérvérsejtek számát, ezáltal erősíti az immunrendszert. A nagy mennyiségű (4 g/nap) C-vitamin bevitele azonban növeli a vesekőképződés esélyét, mert a vitamin oxaláttá bomlik le, a vesekövek háromnegyede pedig kalcium-oxalátból áll. A C-vitamin antioxidáns hatása miatt véd a rákkeltő anyagok káros hatásaitól, de ugyanakkor a már meglévő daganatsejteket is erősíti így kedvezőtlenül befolyásolja a kemoterápiák és sugárterápiák hatékonyságát. Egyes gyorsan növő daganat típusok tovább fejlődését azonban gátolja az újabb kutatások szerint.